# 春風弥里
春風 弥里（はるかぜ みさと、10月31日 - ）は、元宝塚歌劇団花組の男役スター。
愛知県東海市、県立東海南高等学校出身。身長173cm。愛称は「みーちゃん」、「みさと」。

## 来歴
2000年、宝塚音楽学校入学。
2002年、宝塚歌劇団に88期生として入団。入団時の成績は8番。星組公演「プラハの春／LUCKY STAR!」で初舞台。その後、宙組に配属。
2007年、大和悠河・陽月華トップコンビ大劇場お披露目となる「バレンシアの熱い花」で、新人公演初主演。
2012年2月21日付で花組へと組替え。
2013年11月17日、「愛と革命の詩／Mr. Swing!」東京公演千秋楽をもって、宝塚歌劇団を退団。
退団後は自身の出身地である東海市の「ふるさと大使」を務めている。

## 人物
幼少の頃は引っ込み思案でおとなしかったが、小学2年生のときにリレーの選手に選ばれて以来、人前に出るのが好きな活発な性格になった。
小学2年生からクラシックバレエを習い始める。小学6年生のときに、校長先生に手紙を書き、部員を集めて演劇部を創設した。中学時代は合唱部に所属していた。
宝塚歌劇との出会いは、中学1年生のときにバレエ教室の友人から月組公演「ME AND MY GIRL」のビデオを貸してもらったことから。見始めて1分も経たないうちに「ここに入りたい」と両親に訴えた。初めて生で観劇した舞台は月組公演「結末のかなた」。
音楽学校には3度目の受験で合格した。

## 宝塚歌劇団時代の主な舞台

### 初舞台
- 2002年4 - 5月、星組『プラハの春』『LUCKY STAR!』（宝塚大劇場のみ）

### 宙組時代
- 2002年7月 - 『鳳凰伝』『ザ・ショーストッパー』
- 2003年2月 - 『傭兵ピエール』『満天星大夜總会』
- 2003年10月 - 『白昼の稲妻』 - 新人公演：ギョーム（本役：和涼華）『テンプテーション! - 誘惑 -』
- 2003年3月 - ドラマシティ『BOXMAN』
- 2004年5月 - 『ファントム』 - 従者、新人公演：モンシャルマン（本役：夢大輝）
- 2004年10月 - 11月 - 全国ツアー『風と共に去りぬ』 - 青年
- 2005年1月 - 『ホテル・ステラマリス』『レヴュー伝説』
- 2005年5月 - 6月 - 全国ツアー『ホテル ステラマリス』『レヴュー伝説』
- 2005年8月 - 『炎にくちづけを』 - 新人公演：家臣（本役：夢大輝）『ネオ・ボヤージュ』
- 2005年12月 - ドラマシティ和央ようかライブショー『W-WING-』
- 2006年4月 - 7月 - 『NEVER SAY GOODBYE-ある愛の軌跡-』 - ペドロ、新人公演：ヴィセント・ロメロ（本役：大和悠河）
- 2006年8月 - 博多座『コパカバーナ』
- 2006年11月 - 2007年2月 - 『維新回天・竜馬伝! -硬派・坂本竜馬III-』 - 新人公演：徳川慶喜（本役：蘭寿とむ）『ザ・クラシック』
- 2007年3月 - 4月 - ドラマシティ・日本青年館・中日劇場『A／L（アール）-怪盗ルパンの青春-』 - ジョー・ワトソン
- 2007年6月 - 9月 - 『バレンシアの熱い花』 - ホセ、新人公演：フェルナンド・デルバレス（本役：大和悠河）『宙 FANTASISTA!』 新人公演初主演[2][3][4]
- 2007年10月 - 全国ツアー『バレンシアの熱い花』 - ドンファン・カルデロ『宙 FANTASISTA!!』
- 2008年2月 - 5月 - 『黎明の風-侍ジェントルマン 白洲次郎の挑戦-』 - 新人公演：吉田茂（本役：汝鳥伶）『Passion 愛の旅』
- 2008年7月 - 梅田芸術劇場『雨に唄えば』 - シド・フィリップス
- 2008年9月 - 12月 - 『Paradise Prince』 - ヒロ、新人公演：ハワード・ゴールドウィン（本役：一樹千尋）『ダンシング・フォー・ユー』
- 2009年2月 - 3月 - バウホール・日本青年館『逆転裁判 -蘇る真実-』 - ディック・ガムシュー
- 2009年4月 - 7月 - 『薔薇に降る雨』 - ボーイ（リチャード）／ボディガード『Amour それは…』
- 2009年8月 - 9月 - バウホール・赤坂ACTシアター『逆転裁判2 -蘇る真実、再び…-』 - ディック・ガムシュー
- 2009年11月 - 2010年2月 - 『カサブランカ』 - サッシャ
- 2010年3月 - バウホール『Je Chante（ジュ シャント）-終わりなき喝采-』 - ゲオルグ・シュタイネル[3]
- 2010年5月 - 8月 - 『TRAFALGAR-ネルソン、その愛と奇跡-』 - リュシアン・ボナパルト『ファンキー・サンシャイン』
- 2010年9月 - 全国ツアー『銀ちゃんの恋』 - 橘
- 2010年11月 - 2011年1月 - 『誰がために鐘は鳴る』 - エラディオ
- 2011年3月, 8月 - ドラマシティ・日本青年館『ヴァレンチノ』 - ジョージ・ウルマン[3]
- 2011年5月 - 8月 - 『美しき生涯-石田三成 永遠の愛と義-』 - 脇坂安治『ルナロッサ-夜に惑う旅人-』
- 2011年10月 - 12月 - 『クラシコ・イタリアーノ-最高の男の仕立て方-』 - フランク・スペンサー『NICE GUY!!-その男、Yによる法則-』[3]
- 2012年1月 - 2月 - バウホール・日本青年館『ロバート・キャパ 魂の記録』 - チーキ・ヴェイス

### 花組時代
- 2012年5月 - バウホール・日本青年館『近松・恋の道行』 - 杉森鯉助
- 2012年7月 - 10月  - 『サン＝テグジュペリ-「星の王子さま」になった操縦士（パイロット）-』 - ベルナール・ゼルフュス『CONGA!!』
- 2012年11月 - 12月 - 日本青年館・ドラマシティ『Streak of Light-一筋の光…-』
- 2013年2月 - 5月  - 『オーシャンズ11』 - バシャー・ター
- 2013年6月 - 7月  - 東急シアターオーブ『戦国BASARA-真田幸村編-』 - 伊達政宗
- 2013年8月 - 11月  - 『愛と革命の詩-アンドレア・シェニエ-』 - ジュール・モラン『Mr. Swing!』 退団公演[2]

## TV出演
- 2011年12月、フジテレビ『2011 FNS歌謡祭』